# Castellbell y Vilar
Castellbell y Vilar (en catalán y oficialmente Castellbell i el Vilar) es un municipio y localidad española de la provincia de Barcelona, en la comunidad autónoma de Cataluña. El término municipal, ubicado en la comarca del Bages, tiene una población de aproximadamente 4138 habitantes (INE 2024). 

## Geografía física
El pueblo se divide en cuatro partes: La Bauma, El Borrás, El Vilar y El Burés. Está a unos 4 km de la montaña de Montserrat. El municipio de Castellbell y Vilar, con una extensión de 29,8 km², se encuentra en un territorio extremadamente montañoso y con pocas tierras llanas. Está situado en el sur de la comarca del Bages, fronterizo con el Vallés Occidental y fragmentado en diferentes núcleos que corresponden a las antiguas colonias fabriles (Burés, Borrás y Bauma) que forman el casco urbano en el Valle del Llobregat, y otros núcleos de origen rural como el Vilar o el pueblo de San Cristóbal; juntamente con la construcción de diferentes urbanizaciones como Mas Enric-Can Prat, la Farinera, Les Comes, el Pla de les Botxes y el Valle de Montserrat
El pueblo limita con los municipios de Rellinares, Vacarisas, Monistrol de Montserrat, Marganell y San Vicente de Castellet.

## Historia
Hasta la reforma de la nomenclatura municipal de 1916 el municipio se llamaba simplemente Castellvell. En dicha fecha su nombre fue modificado por el de Castellvell y Vilar.

## Naturaleza
Castellbell y Vilar, es el municipio nexo de unión y corredor natural entre los dos principales parques de la Cataluña Central, el parque natural de la Montaña de Montserrat y el de San Lorenzo del Munt y sierra del Obac. Este corredor natural contiene una extensa zona boscosa, sobre todo de pino blanco, destacando la presencia, en la montaña conocida como Turó del Marquès, de un árbol único en el país, el fresno de flor(flaxinus ornus); además existen en grandes cantidades los conocidos "hornos de cal" (forns de calç) y otras construcciones de piedra. También cabe destacar la existencia de una zona húmeda protegida y de gran interés ornitológico del meandro de Castellbell, que da un valor ecológico único al territorio.
Castellbell y Vilar es uno de los municipios que está integrado dentro del proyecto de la ruta verde Els 3 Monts, que unirá los parques naturales de Montserrat, el de San Lorenzo del Munt y sierra del Obac y el del Montseny; dirigida al mundo del excursionismo catalán, y a otras zonas de España y de Europa.

## Comunicaciones
El pueblo se sitúa en un terreno montañoso y con mucha masa forestal, lo que no ha sido un impedimento para que el municipio tenga una importante y diversificada red de comunicaciones que le sitúa a menos de una hora de Barcelona. Además, la situación de Castellbell y Vilar, en el área denominada el corazón de Cataluña, ha dotado al pueblo de una inminente centralidad geográfica; hecho que lo sitúa a medio camino de cualquier punto y población de la provincia.
Por carretera tenemos dos ejes básicos de comunicación comarcales, que son la C-55 - Eje del Llobregat (Abrera-Solsona) y la C-58 (Barcelona-Castellbell y Vilar). Además, tenemos cerca la C-25- Eje Transversal y la autopista C-16 (San Cugat del Vallés-Manresa) con una salida al mismo municipio.
Por ferrocarril, por un lado, tenemos una estación de los FGC (Ferrocarriles de la Generalidad de Cataluña) perteneciente a la línea del Llobregat-Noya que llega hasta Manresa; por otro lado, Castellbell y Vilar también cuenta con estación de RENFE, concretamente de la línea 04 (Barcelona-Manresa-Lérida)

## Demografía
Castellbell y Vilar cuenta con una población de 4138 habitantes (INE 2024).
| Gráfica de evolución demográfica de Castellbell y Vilar entre 1842 y 2021 |
| |
| Población de derecho según los censos de población del INE. Población de hecho según los censos de población del INE.En estos censos se denominaba Castellvell y Vilar: 1842, 1920, 1930, 1940, 1950, 1960, 1970 y 1981. En estos censos se denominaba Castellvell: 1857, 1860, 1877, 1887, 1897, 1900 y 1910. |

## Patrimonio histórico

### Pont vell
El "Pont vell" es una interesante muestra de arquitectura civil construida entre los años 1455 y 1457, por orden de Bernat Sarroca, señor de Castellbell. A lo largo de los siglos no se ha visto transformado de manera importante, lo que hace de él uno de los puentes que conserva mejor el aspecto medieval original.

### Castillo de Castellbell
El castillo de los señores de Castellbell, construido estratégicamente en la parte más alta de una montaña que domina el paso hacia el interior del país, es un ejemplo de arquitectura militar que ya consta en los escritos del año 924, durante la época de la reorganización y expansión política de los condados catalanes; como herramienta defensiva y de dominio territorial de los señores feudales.

### Iglesia de San Cristóbal
Se trata de un templo románico construido entre finales del siglo XI y principios del siglo XII. El rasgo más bello y primitivo son las arcuaciones de estilo lombardo que se observan en la parte exterior del ábside, orientado a tramuntana y no a levante.

### Ermita de San Jaime
La ermita data del siglo XII. Es de una sola nave de planta rectangular y con bóveda de cañón, rematada al levante por un ábside semicircular. La situación privilegiada, en medio de un llano conreado y con Montserrat como telón de fondo, la convierten en una de las iglesias más atractivas del municipio

### Iglesia de San Vicente de Castellet
Popularmente conocida como "La Ermita", posiblemente ya era una parroquia el año 1154. Situada a la parte baja de la península rodeada por uno de los meandros más singulares del río Llobregat, a la derecha de la cual se encontraban las tierras que formaban el municipio de Castellbell propiamente dicho.

### Iglesia de Santa María del Vilar
A pesar de su apariencia moderna, esta es una de las iglesias más antiguas del municipio. Así, aunque aparece documentada en 1047, el edificio actual fue construido el año 1780 y posteriormente se hicieron ampliaciones. Este templo se encuentra a la izquierda del Llobregat, adosado al antiguo núcleo del Vilar.

### Las colonias y el modernismo
Actualmente, de las cuatro colonias industriales de Castellbell y Vilar, todas son habitadas menos Can Serra. Ya hace más de un siglo que, a la orilla del Llobregat, se instalaron las industrias textiles y a su alrededor se formaron las colonias, que crecieron y se consolidaron como motor de progreso. En este contexto transformador, buscaron un nuevo estilo artístico que respondiera a la mentalidad de una nueva clase burguesa y de una nueva sociedad industrial: el modernismo; como símbolo de exaltación épica y progresiva.

## Personas notables
- Ignasi Domènech i Puigcercós